# Albinyana
Albinyana (spanisch Albiñana) ist eine Gemeinde (municipi) mit 2.677 Einwohnern (Stand: 2024) in der Provinz Tarragona in der Autonomen Gemeinschaft Katalonien im Nordosten Spaniens. 

## Geographische Lage
Albinyana liegt zwischen Barcelona (60 km in westsüdwestlicher Richtung entfernt) und Tarragona (30 km in ostnordöstlicher Richtung entfernt) in einer Höhe von ca. 200 m. 

## Geschichte
Um das 11. Jahrhundert, als die Burg von Albinyana durch den Edelmann Guitard erbaut wurde, entstand auch die Siedlung. Im 12. Jahrhundert wurde die Burg von Esquernosa errichtet.

## Bevölkerungsentwicklung
| Jahr      | 1970 | 1981 | 1991 | 2001 | 2011 | 2021 |
| Einwohner | 598  | 583  | 777  | 1570 | 2347 | 2504 |

## Sehenswürdigkeiten
- Reste der Burg von Esquernosa
- Herz-Jesu-Kirche
- Bartholomäuskirche (Església de Sant Bartomeu)
- Antoniuskapelle

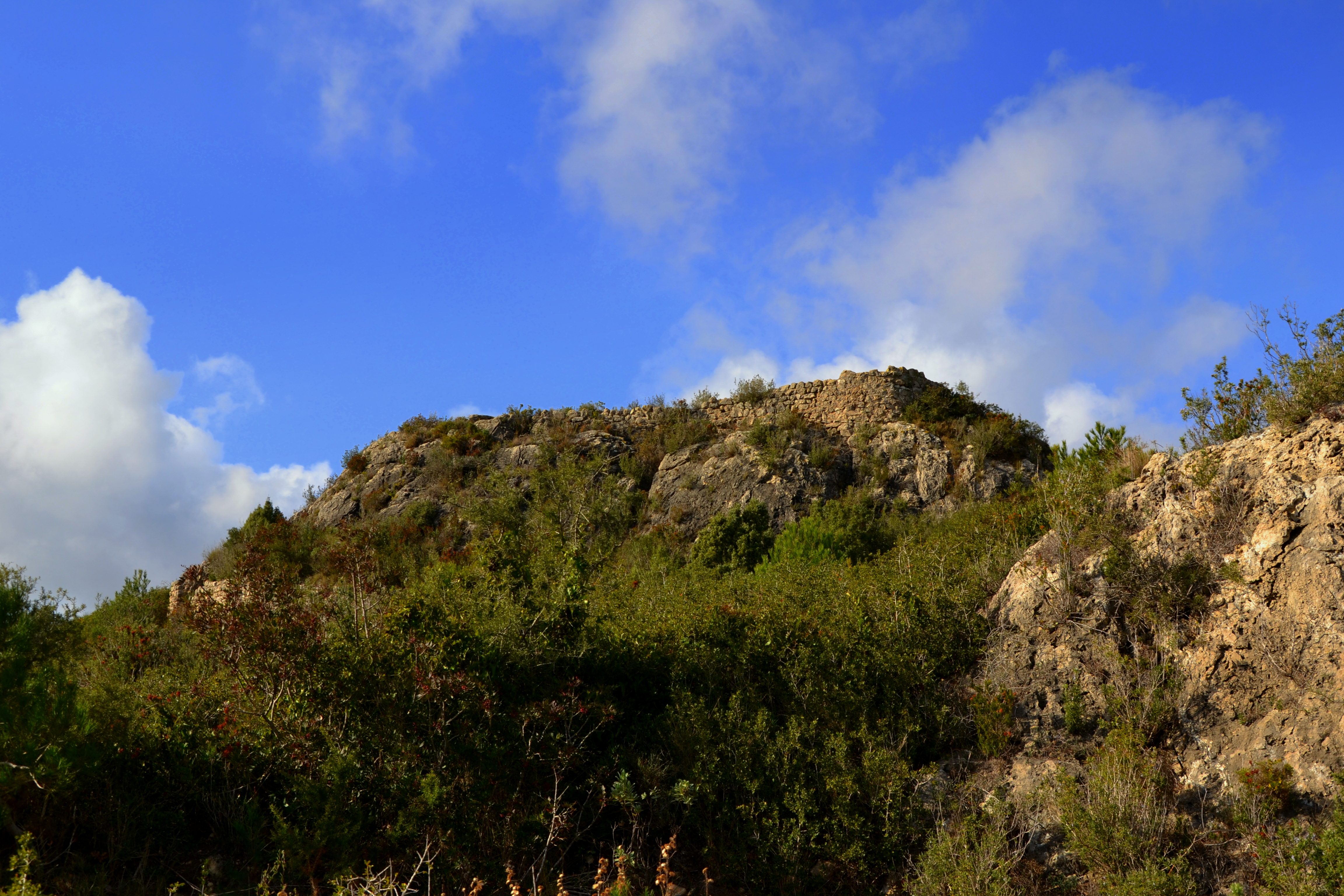
Reste der Burg von Esquernosa
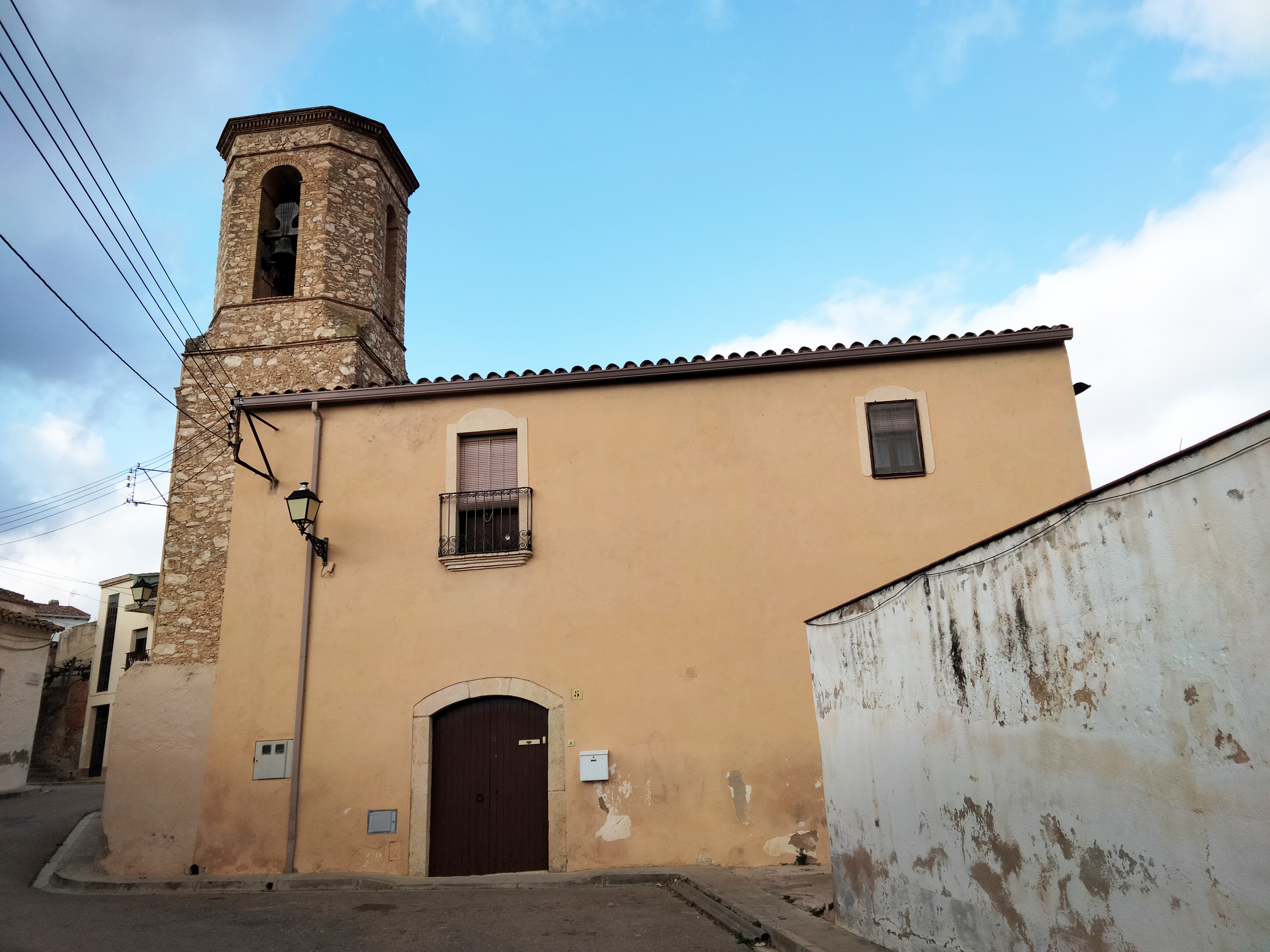
Herz-Jesu-Kirche
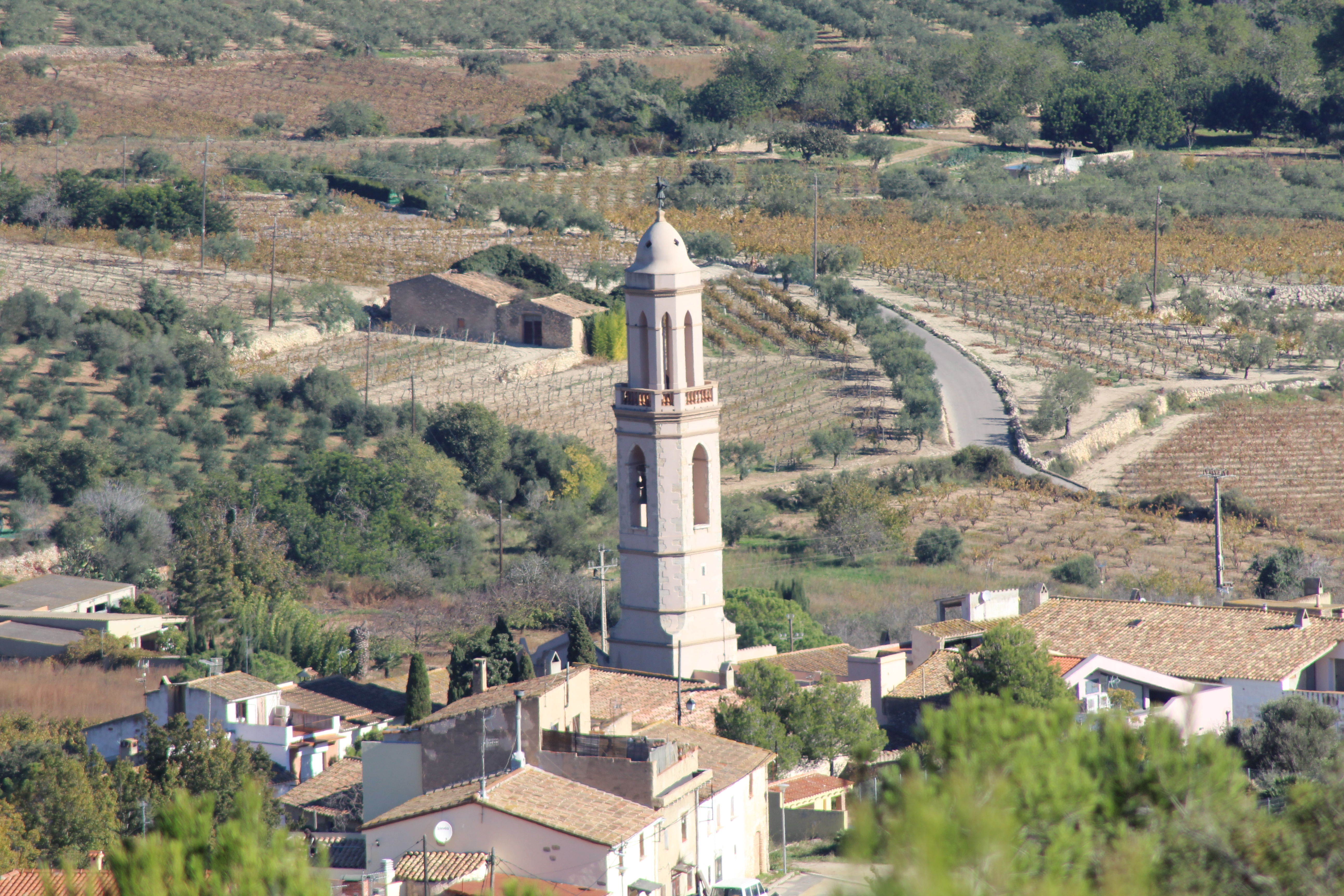
Bartholomäuskirche
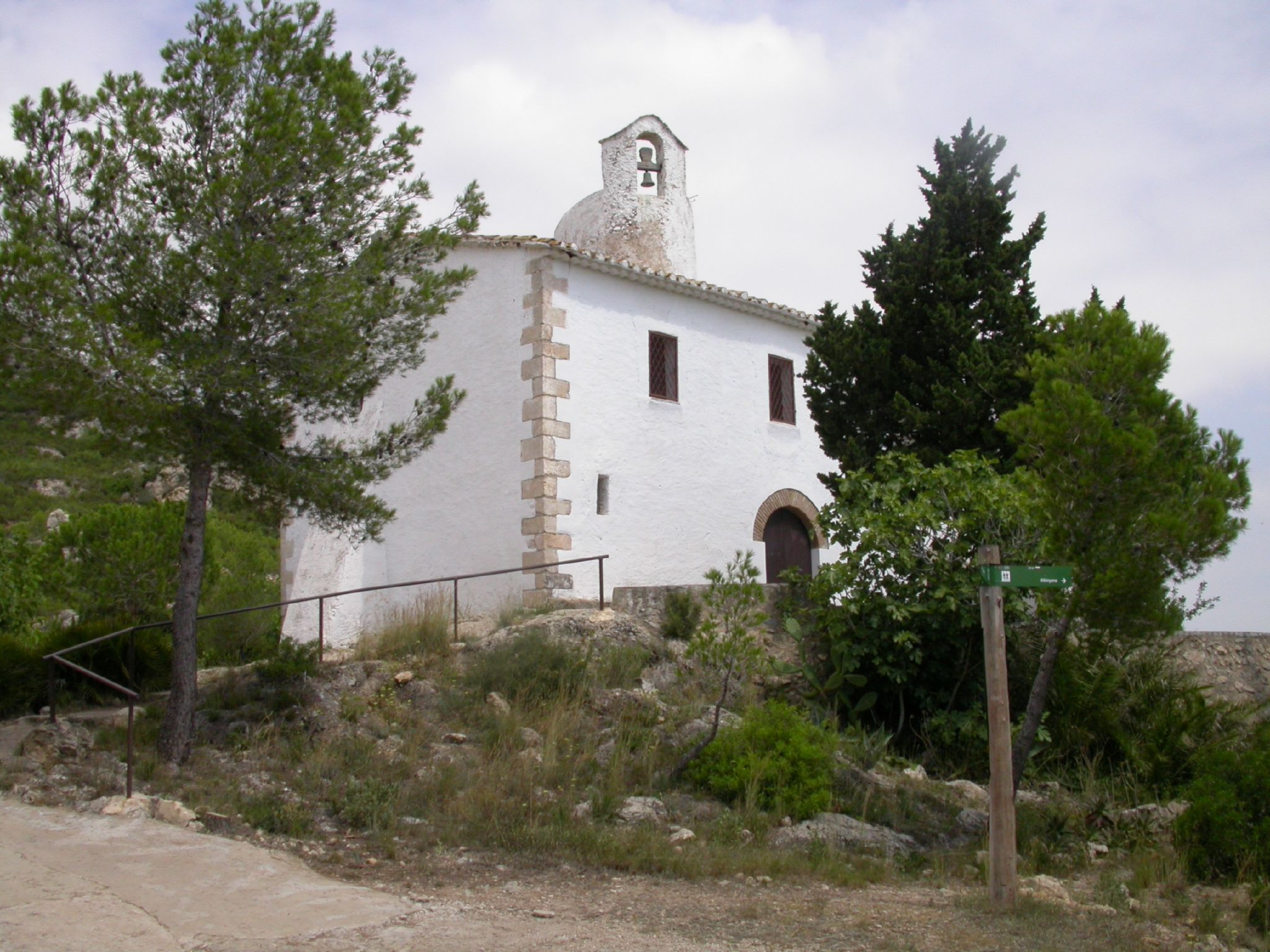
Antoniuskapelle